# The End Complete
The End Complete este al treilea album al formației americane de death metal Obituary. A fost lansat pe 21 aprilie 1992. Acest album a marcat revenirea chitaristului Allen West⁠(d), prezent pe albumul de debut.
Este considerat cel mai de succes album al formației, cu peste 100.000 de albume vândute în SUA și peste 250.000 în întreaga lume. A ajuns pe locul 16 în topul Billboard's Top Heatseekers⁠(d). Un videoclip muzical a fost realizat pentru piesa „The End Complete”.

## Lista pieselor
| Nr.             | Titlu                | Lungime |  |
| 1.              | „I'm in Pain”        | 4:01    |  |
| 2.              | „Back to One”        | 3:42    |  |
| 3.              | „Dead Silence”       | 3:21    |  |
| 4.              | „In the End of Life” | 3:41    |  |
| 5.              | „Sickness”           | 4:06    |  |
| 6.              | „Corrosive”          | 4:11    |  |
| 7.              | „Killing Time”       | 3:59    |  |
| 8.              | „The End Complete”   | 4:03    |  |
| 9.              | „Rotting Ways”       | 5:13    |  |
| Lungime totală: | Lungime totală:      | 36:17   |  |

| Bonus Tracks 1997 Roadrunner Remasters |                       |         |  |
| Nr.                                    | Titlu                 | Lungime |  |
| 10.                                    | „I'm In Pain” (Live)  | 4:49    |  |
| 11.                                    | „Killing Time” (Live) | 4:01    |  |

## Membrii formației
- John Tardy - voce
- Allen West - chitară principală
- Trevor Peres - chitara ritmica
- Frank Watkins - bas
- Donald Tardy - tobe